# Cleoporus vietnamensis
Cleoporus vietnamensis es un coleóptero de la familia Chrysomelidae.
Fue descrita científicamente en 1985 por Medvedev & Eroshkina.